# 山田藤男
山田 藤男（やまだ ふじお、1947年5月30日 - ）は、日本の技術者、実業家。カルピス代表取締役社長を務めた。

## 人物・経歴
神奈川県出身。神奈川県立横須賀高等学校を経て、1971年東京工業大学工学部卒業、カルピス食品工業（現カルピス）入社。1995年技術部長。1998年生産システム部長。1999年取締役生産システム部長に昇格。2001年常務取締役。2005年取締役専務執行役員。2007年代表取締役副社長。2009年から代表取締役社長を務め、カルピスのアサヒグループ入りにあたり、同グループとの共同開発を進めた。